# Hafnir
Hafnir (česky Přístavy) je vesnice na jihozápadě Islandu. Leží na poloostrově Reykjanes na jižním konci zálivu Ósar. K 1. lednu 2009 zde žilo 142 obyvatel, v roce 2011 jejich počet poklesl na 109.[zdroj?]

## Historie
Nedaleko Hafniru byly objeveny základy stavby, jež byla podle rozboru radionuklidů uhlíku opuštěna někdy mezi lety 770 a 880. Podle Bjarniho Einarssona mohlo jít o loveckou chatou, používanou jen po část roku dávno před prvním trvalým osídlením, jehož založení je datováno až do roku 874.
V roce 1881 najela u Hafniru ztroskotala opuštěná americká loď Jamestown převážející dřevo. Její trosky a náklad byly rozprodány, její kotva je pak stále k vidění před místním kostelem.
V roce 1995 se Hafnir spojil s Njarðvíkem a Keflavíkem v obec/okres Reykjanesbær.